# Instinct (1999)
Instinct is een thriller uit 1999 van Jon Turteltaub. In 2000 werd de film genomineerd voor en won een Genesis Award. De film is gebaseerd op de filosofische roman Ishmael van de Amerikaanse schrijver Daniel Quinn

## Verhaal
De film gaat over de antropoloog Dr. Ethan Powell die een aantal jaren vermist was omdat hij in de jungle verbleef, samen met gorilla's. Hij wordt beschuldigd van moord op enkele parkwachters die een aantal van de gorilla's waar hij mee verbleef dood schoten en werd daarom naar de gevangenis gestuurd. Later komt hij in een speciale Amerikaanse gevangenis terecht waarin hij de speelbal wordt van de wrede bewaker Dacks. De jonge psycholoog Dr. Theo Caulder probeert in die gevangenis uit te zoeken waarom Powell deze moorden pleegde, maar raakt verstrengeld in een zoektocht naar de ware geschiedenis en de aard van de mensheid.

## Rolverdeling
| Acteur            | Personage          |
| ----------------- | ------------------ |
| Cuba Gooding jr.  | Dr. Theo Caulder   |
| Anthony Hopkins   | Dr. Ethan Powell   |
| Maura Tierney     | Lynn Powell        |
| John Ashton       | Guard Dacks        |
| George Dzundza    | Dr. John Murray    |
| Donald Sutherland | Dr. Ben Hillard    |
| John Aylward      | Warden Jack Keefer |
| Doug Spinuzza     | Nicko              |
| Thomas Morris     | Peter Holden       |